# Jezioro Bagienne (Równina Wełtyńska)
Jezioro Bagienne – jezioro typu bagiennego położone w zachodniej części Pobrzeża Szczecińskiego na Równinie Wełtyńskiej, w województwie zachodniopomorskim, w powiecie gryfińskim, w gminie Gryfino.
Powierzchnia jeziora wynosi 2,1 ha. Jezioro znajduje się na południe od wsi Chlebowo.